# آفتاب‌پرست عقدائی
آفتاب‌پرست عقدائی (نام علمی: Heliotropium agdense) نام یک گونه از سردهٔ آفتاب‌پرست است. سردهٔ آفتاب‌پرست در ایران ۴۷ گونهٔ علفی یک ساله و چند ساله دارد که در سراسر ایران پراکنده‌اند. آفتاب‌پرست عقدائی یکی از ۴۷ گونهٔ موجود در ایران است.